# Guillaume Groen van Prinsterer

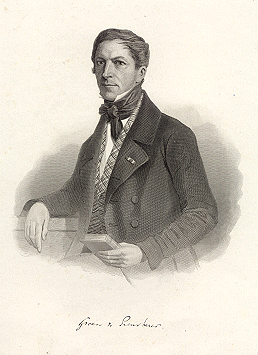
Guillaume Groen van Prinsterer.

Guillaume Groen van Prinsterer (Voorburg, 21 de agosto de 1801 - La Haya, 19 de mayo de 1876) fue un político e historiador neerlandés.

## Panorama General
Groen es un icono histórico Neerlandés. Fue un devoto y educado hombre de la clase media neerlandesa (su padre, Petrus Jacobus Groen van Prinsterer, fue médico). Siendo un cristiano devoto, nunca dejó la Iglesia Reformada Holandesa, la iglesia estatal de los Países Bajos y de la familia real, a pesar de, en su opinión, lamentable estado. Siendo un caballero, se mezclaba en círculos aristocráticos, al tiempo que vino a estar bajo la influencia y más tarde al frente del pujante movimiento de renovación evangélico en ese momento (la contrapartida europeo-continental del Segundo Gran Despertar), conocido en los Países Bajos como el Réveil.
Estudio en la Universidad de Leiden, y  en 1823 se graduó a la vez como Doctor en Literatura y Doctor en Leyes. De 1829 a 1833 fungió como secretario de Guillermo II de Holanda y durante este tiempo asistió a la Iglesia Protestante de Bruselas bajo el pastorado de Merle d'Aubigne. Posteriormente, tomo parte de forma prominente en la política interna Neerlandesa, y gradualmente se convirtió  en el líder del Partido Antirrevolucionario, tanto como escritor político, como en la Cámara Segunda del Parlamento, del cual fue miembro por muchos años.